# 염수정
염수정(廉洙政, 1943년 12월 5일 ~ )은 대한민국의 천주교 성직자이자 로마 가톨릭교회의 추기경이다. 세례명은 안드레아이며, 제13대 천주교 서울대교구의 교구장 주교 겸 평양교구의 교구장 주교 서리를 역임하였다.

## 유년시절과 가계배경
1943년 경기도 안성군 삼죽면 미장리(현 경기도 안성시 삼죽면 미장리)에서 아버지 염한진(갈리스도)과 어머니 백금월(수산나) 사이에서 5남 3녀 중 여섯째(셋째 아들)로 태어났다. 염수정 추기경 집안은 한국천주교회 초기 무렵 신앙을 받아들였다.
염수정 추기경의 집안과 천주교회의 인연은 염수정 추기경의 5대조 할아버지인 파주(坡州) 염씨 15세손 의암공 염덕순(요셉)공 때부터다. 4대조 할아버지인 염석태(베드로)는 1850년 5월 진천 감영에서 순교했고, 염석태의 부인 김 마리아는 1850년 9월30일 경기도 죽산성지에서 참수형을 받고 순교했다. 3대조부터 배티 옹기마을에서 경기도 안성 삼죽면 일대로 옮기면서 정착한 염 추기경 일가는 염 추기경의 형제까지 6대째 천주교 신앙을 이어오고 있다.
염수정 추기경의 할머니 박 막달레나 여사와 어머니 백금월 여사는 자식 가운데 성직자가 탄생할 수 있도록 매월 안성본당에서 미리내, 감곡 성당으로 순례하며 첫 첨례를 지키며 살았다. 어머니 백금월 여사는 염수정 추기경을 임신한 순간부터 `아들이면 사제가, 딸이면 수녀가 되도록 성모님께 바치겠다`고 남몰래 기도해왔다.염수정 추기경은 삼죽면 미장리 삼죽초등학교를 다니며 어린 시절을 보내다 초등학교 2학년 때 집안이 서울로 이사했다. 이후 동성중학교,성신고등학교(소신학교),가톨릭 대학교를 입학하였다. 염수정 추기경이 사제가 되기로 결심한 것은 서울 동성중학교 재학 시절 고등학교 입학시험을 준비하다 가톨릭계의 한 잡지에서 소신학교(성신고등학교) 입학 안내문을 발견한 것이 계기가 됐다.

## 사제와 주교
1970년 7월 5일 부제서품을 받았고 1970년 12월 8일 사제서품을 받았다. 이태원·장위동·영등포동본당 주임, 가톨릭대학교 성신교정 사무처장, 서울대교구 사무처장 등을 역임하고 2002년 1월 25일 서울대교구 보좌주교로 임명되었으며 티뷰카의 명의주교로 서품되었다. 이후 교구 총대리, 중서울지역 담당 교구장대리, 한국 천주교 주교회의 생명위원회 위원장 등을 맡아왔으며 (재)바보의나눔과 옹기장학회 등 이사장으로도 활동해 왔다.
2012년 5월 10일 교황 베네딕토 16세는 정진석 추기경의 서울 대교구의 교구장주교직 사임 요청을 수락하고, 그 후임으로 서울대교구 총대리인 염수정 주교를 임명하였다. 염수정 주교는 대교구의 교구장주교직 임명과 더불어 자동으로 대주교로 승임되었다.
염수정 대주교의 서울대교구 교구장 주교좌 착좌식은 2012년 6월 25일 명동대성당에서 열렸다. 이어서 2012년 6월 29일 바티칸 성 베드로 대성전에서 교황 베네딕토 16세로부터 직접 서울 관구장 상징인 팔리움을 받았다.

## 추기경
2014년 1월 12일 교황 프란치스코는 염수정 서울대주교를 추기경으로 임명한다고 발표하였다. 염 대주교는 2014년 2월 22일 바티칸 시국에서 추기경으로 서임되었다.
이로써 한국에서는 김수환·정진석 추기경을 이어 한국의 세번째 추기경이 탄생하였다.

## 약력
- 1970년 7월 : 부제 서품
- 1970년 12월 8일 : 사제 서품
- 1971년 1월 ~ 1971년 6월 : 불광동 본당 보좌신부
- 1971년 6월 ~ 1973년 : 당산동 본당 보좌신부
- 1973년 ~ 1977년 : 성신고등학교 교사
- 1977년 ~ 1979년 : 이태원 본당 주임신부
- 1979년 ~ 1980년 : 필리핀 아시아 극동 사목 연수원 수료
- 1980년 ~ 1985년 : 장위동 본당 주임신부
- 1985년 ~ 1987년 : 영등포 본당 주임신부
- 1987년 ~ 1992년 : 가톨릭대학교 성신교정 사무처장
- 1992년 ~ 1998년 : 서울대학교 사무처장
- 1998년 ~ 2001년 : 서울대교구 제15지구장 겸 목동본당 주임신부
- 2001년 12월 1일 : 서울대교구 보좌주교 임명 (티비우카 명의주교)
- 2002년 1월 25일 : 주교 서품
- 2002년 2월 1일 ~ 2013년 4월 22일 : 재단법인 평화방송･평화신문 이사장
- 2002년 10월 17일 ~ 2005년 10월 13일 : 주교회의 상임위원
- 2002년 10월 2일 ~ 2012년 5월 10일 : 서울대교구 총대리 주교
- 2002년 10월 17일 ~ 2016년 3월 17일 : 주교회의 평신도사도직위원회 위원장
- 2005년 10월 13일 ~ 2011년 10월 12일 : 한국천주교중앙협의회 감사
- 2011년 10월 12일 ~ 2021년 12월 8일 : 주교회의 상임위원 겸 한국천주교중앙협의회 이사
- 2012년 5월 10일 : 서울대교구장, 평양교구장 서리 임명 및 대주교 승품
- 2012년 6월 21일 ~ 2021년 12월 17일 : 학교법인 가톨릭학원 제5대 이사장
- 2012년 6월 25일 : 서울대교구장 겸 평양교구장 서리 착좌
- 2014년 2월 22일 : 추기경 서임
- 2014년 5월 : 교황청 인류복음화성과 성직자성 위원
- 2014년 10월 : 한국천주교주교회의 상임위원
- 2016년 10월 12일 ~ 2021년 12월 8일 : 주교회의 성직주교위원회 위원장
- 2021년 12월 8일 : 서울대교구장 겸 평양교구장 서리 퇴임

## 기타

### 사제들의 사회참여에 대한 의견
2013년 11월 24일 정의구현사제단의 계속되는 정치 참여 논란에 대해 신앙의 해 폐막미사 강론에서 "가톨릭 교회 교리서는 사제들이 정치적, 사회적으로 직접 개입하는 것을 금지하고 있다. 정치구조나 사회생활 조직에 직접 개입하는 것은 교회 사목자가 할 일이 아니며, 이 임무를 주도적으로 행하는 것은 평신도의 소명으로 강조하고 있다"하며 사제단을 비판하였으나 2013년 11월 29일 염수정 추기경 영명축일 기념 강론에서 프란치스코 교황의 "성전 안에만 안주하는 교회가 아니라 거리로 나가 멍들고 상처받고 더러워진 교회를 원한다."라는 말씀을 인용하면서 "교회가 사랑과 나눔을 구호나 이상적인 외침이나 이론이 아니라 직접 몸으로 실천하라는 말씀이다. 우리 교회, 사제들도 이 말씀을 깊이 묵상해야 한다. 우리가 가난한 이들, 소외받은 이들, 고통받은 이들과 함께 하고 있는지 반성해야 한다"라고 언급하였고, 그 뒤에 "교황님은 또한 인간을 불행하게 만드는 세상의 부조리와 불평등의 구조에 짓눌리지 말고 용감하게 개선하고 변화시키는 데 주저하지 말라고 용기를 주신다"라고 언급하여 이전과의 변화가 감지되었다.

### 세월호 참사
2014년 5월 18일 정오 명동성당에서 세월호 희생자를 위한 추모미사에서 안산에 마련된 세월호 희생자 합동분향소를 찾아 유가족을 만난 이야기를 전하며 염 추기경은 합동분향소에 놓인 영정사진과 영정앞에 친구나 가족들이 써놓은 편지를 읽으며 너무 가슴이 아팠다며 슬픔을 전했다. 또 무죄한 이들의 죽음에 대해 살아있는 우리가 모두 책임이 있음을 통감했다. 결코, 이 일을 잊어서는 안 된다며 강조했다. 그리고 세월호의 참사는 인간 생명에 대한 존중이 사라진 우리 사회의 부끄러운 모습을 여실히 드러냈다”며 “결국 물질만능주의, 성공주의, 경쟁 위주의 메마른 삶이 우리를 지배해 온갖 사회병리적인 폐해가 그 이면에 자리 잡고 있다는 현실을 부정할 수 없다고 하였다. 그러나 8월 26일 서울대교구청에서 기자들과 만난 자리에서 세월호 아픔을 이용해서는 안된다고 말하며 가족들이 생각하는대로 이루면 좋겠지만 어느 선에서는 양보해야 서로 뜻이 합쳐진다고 말하여 논란이 일어났다.

## 문장
주교의 사도적 권위를 상징하는 모자 아래 5단의 술은 추기경을 상징하며, 십자가는 한국 순교자들의 십자가(칼과 차꼬)로 생명과 부활을 상징한다.
방패 좌편 무지개는 하느님의 구원을 상징하며, 사랑(보라)과 희망(청색)과 믿음(녹색)을 의미한다. 평화의 상징 비둘기는 새 생명의 전령사로서 과거에 오셨고, 미래에 재림할 그리스도의 성령으로 오늘 이 시각에도 사람들 가운데에 임재하는 성령을 상징한다.
가운데 큰 별은 대한민국을 보호하는 성모 마리아와 종말에 구원의 완성을 이룰 예수 그리스도를 상징하고 푸른 하늘 빛 바탕 위에 두 개의 작은 별은 그리스도의 보호로 평화 통일을 이루어야 할 남한(대한민국)과 북한(조선민주주의인민공화국)을 상징한다. 방패의 붉은 바탕은 정의를, 노랑은 평화를 청색은 희생과 나눔을 의미하고 그 가운데 손을 잡은 듯 이어가는 문양은 사랑의 연대를 의미한다.
우리의 구원과 미래 젊은이들의 꿈과 비전은 정의와 평화, 희생과 나눔의 깊은 연대 속에서 이루어진다는 것을 표상하며, 닻 십자가와 알파 오메가는 이 모든 희망과 염원이 궁극적으로 영원하신 하느님의 계획안에서 이루어지게 되리라는 신앙고백을 아로 새긴 것이다.
“아멘. 오십시오, 주 예수님!”(Amen. veni, Domine Jesu, 묵시 22,20)이란 말씀은 교구장의 사목표어이다. 묵시록 맨 마지막의 이 말씀은 하느님의 나라가 완성되기를 갈구하는 사람들에게 “그렇다. 내가 곧 간다.”라는 주님의 말씀에 대한 하느님 백성들의 응답이요, 간청이다. 염수정 추기경은 사제서품 때부터 이 기도문(마라나타, Maranatha)을 사제생활의 모토로 삼았다고 한다.

## 상훈
- 2024 가톨릭대학교 주목할만한 동문 1위 선정(Edurank 세계대학평가기관)[7]

## 같이 보기
- 김수환